# Dramafilm
Dramafilm er en genre af fiktive film med en alvorlig stemning og handling, der stræber på en seriøs og nuanceret fremstilling af personernes følelsesliv. Vægten er lagt på tilværelsens drama, der påvirker hovedpersonerne vist i filmen, samt på følelseslivet, der kommer til udtryk personerne imellem. 

Dramafilm er forskellige fra komediefilm, der er ment som underholdning og satire. En dramatisk filmslutning er heller ikke altid lykkelig, til forskel fra komediefilmenes typisk lykkelige slutning.
Opdelingen i seriøs og komisk stemning kendes siden antikken, hvor det græske teater var groft opdelt i tragedie og komedie, og i senere opera og musik, med opdeling i opera seria og opera buffo, samt dur og mol. Tragedie endte altid med heltens død, mens komedie endte med en succes for hovedpersonen. I løbet af det 19. århundrede har teater-forfattere som Tjekov dog udvisket den skarpe opdeling og alvorlige eller lykkelige slutninger, og drama begyndte at betyde hverken tragedie eller komedie, men blot et fiktivt værk, hvor hele historien fortælles ved skuespillernes spil.
Dramafilm opdeles i mange underarter, herunder melodrama, hvor vægten er lagt på et opildnet og eksalteret fremstilling af følelsesliv. 
Opdelingen mellem filmgenrene er ikke skarpt afgrænset, idet begge genre kan indeholde alvor og humor, og genrebetegnelsen "dramedy" eller komediedrama betyder, at filmen indeholder netop lige dele drama og underholdning.